# Asilus ignotus
Asilus ignotus is een vliegensoort uit de familie van de roofvliegen (Asilidae). De wetenschappelijke naam van de soort is voor het eerst geldig gepubliceerd in 1845 door Westwood in Brodie.